# Hlawga Lacus
Il Hlawga Lacus è una struttura geologica della superficie di Titano.